# Geytin
Geytin er en årlig færøsk filmpris, som overrækkes ved en filmfestival i Nordens Hus i Tórshavn. De første år skete prisoverrækkelsen i december, men i 2017/18 blev det ændret til februar. Prisen gives til en færøsk instruktør for en kortfilm. Prisen er opkaldt efter Herálvur Geyti (1914-1985), som var bedst kendt som Geytin. Geytin rejste rundt på Færøerne i 1960'erne og 1970'erne, før biografer og TV var almindeligt på Færøerne, og viste film for folk. Han lagde grundstenen til færøsk filmkunst.
Der er tale om to filmpriser, som begge overrækkes til vinderne den 11. desember frem til 2016 og i februar fra 2018, ved en begivenhed i Nordens Hus i Tórshavn, hvor alle de nominerede kortfilm vises. Filmene må ikke være reklamefilm. Hovedprisen, Geytin, er pr. 2018 på 30.000 kroner, som i 2018 er fra BankNordik, samt en statuette af Geytin, som Astrid Andreassen og Dávur Geyti har designet og lavet. Tilskuerprisen er pr. 2018 på 25.000 kroner, det er Tórshavnar kommuna som giver prisen. Første gang filmpriserne blev uddelt var den 11. december 2012 ved en filmfestival i Nordens Hus, hvor alle nominerede film vistes, Filmfestivalen kaldes Føroyskt filmskvøld (Færøsk Filmaften). Sakaris Stórá fra Skopun vandt den første Geytin filmpris for kortfilmen Summarnátt, mens Annika á Lofti vandt Tilskuerprisen (Áskoðaravirðislønin) for filmen Mist.

## Prismodtagere

### Vindere af Geytin
- 2012 - Summarnátt, instruktør: Sakaris Stórá
- 2013 - Terminal, instruktør: Dávur Djurhuus[4]
- 2014 - Skuld, instruktør: Heiðrikur á Heygum[5]
- 2015 - Stina Karina, instruktør: Andrias Høgenni[6]
- 2016 - Et knæk, instruktør: Andrias Høgenni[7]'
- 2018 - 111 góðir dagar, instruktør: Trygvi Danielsen
- 2019 - Ikki illa meint, instruktør: Andrias Høgenni[8]
- 2020 - Hví eru vit her?, instruktører: Búi Dam & Dánjal á Neystabø[9]
- 2021 - Handanland, instruktør: Barbara Lervig

### Vindere af Áskoðaravirðislønin (Tilskuerprisen)
- 2012 - Mist,  instruktør:: Annika á Lofti
- 2013 - Munch, instruktør: Jónfinn Stenberg
- 2014 - Skuld, instruktør: Heiðrikur á Heygum
- 2015 - Tunnan, instruktører: Jónfinn Stenberg og Jóannes Lamhauge
- 2016 - Et knæk, instruktør: Andrias Høgenni
- 2018 - Maðurin við Blæuni, instruktør: Maria Tórgarð
- 2019 - Omman, instruktør: Julia í Kálvalíð
- 2020 - Trøllabeiggi, instruktør: Gudmund Helmsdal[10]
- 2021 - Handanland, instruktør: Barbara Lervig

## Nominerede film

### Nominerede film 2021
1. Perlan – Terji Mohr
2. Skúla Scam - 5. del - Tóki Jansson
3. Móðir / KATA - Heiðrik á Heygum
4. Spillarin - Dina Fríða Poulsen
5. Handanland - Barbara Lervig
6. Karlo and Luddi - Rói Davidsen
7. Storymusic - Kristian Troldborg Sønderby / Franklin Symphor Henriksen
8. Kavakríggj - Leann á Kósini
9. Kall – Nóllywood

### Nominerede film 2020
Filmene er fra 2019.
1. Við fyrsta eygnabrá - Esther á Fjallinum - (11:30 min.)
2. Verkir (del 1 af 3) - Theresa Jákupsdóttir & Karina Jákupsdóttir - (23:29 min.)
3. Hví eru vit her? - Búi Dam & Dánjal á Neystabø - (22:00 min.)
4. Ósøgd orð - Unge fra sommer filmskolen Nóllywood 2019 - (9:49 min.)
5. Trøllabeiggi - Gudmund Helmsdal - (30:00 min.)
6. The River - Atli Brix Kamban 2019 - (3:31 min.)
7. Smoothie Baby - Unge fra sommer filmskolen Nóllywood 2019, animationsfilm - (1:40 min.)
8. Vit/Kenslur - Unge fra sommer filmskolen Nóllywood 2019, dokumentar - (13:53 min.)

### Nominerede film 2019
1. 12 - Hanna Davidsen og Mikkjal Davidsen[12]
2. Góðastova - Maria Guldbrandsø Tórgarð
3. Omman - Julia í Kálvalíð
4. Ikki illa meint - Andrias Høgenni
5. Julians Stigi - Atli Brix Kamban
6. Annika - Heiðrik á Heygum
7. Tyggigummi - Gudmund Helmsdal
8. Et visit - Sára Wang

### Nominerede film 2018
1. Myndamálarin - Gudmund Helmsdal[13]
2. 111 góðir dagar - Trygvi Danielsen
3. Skóhorn(y) - Sóley Danielsen og Gudmund Helmsdal
4. Fisherman - Franklin Henriksen
5. Frosthvarv - Franklin Henriksen
6. Maðurin við Blæuni - Maria Tórgarð
7. Collision Course - Rói Davidsen
8. Sorte Hunde - Atli Brix Kamban
9. Wünder Pitsa - Hanus Johannessen

### Nominerede film 2016
1. Óttafet - Nóllywood[14]
2. Nattens Stjerner - Atli Brix Kamban
3. Frávik - Maria G. Tórgarð
4. Bittersweet - Rói Davidsen
5. Marra - Hans Kristian Eyðunsson Hansen og Torfinnur Jákupsson
6. Ramblers - Hanus Johannessen
7. Et knæk - Andrias Høgenni

### Nominerede film 2015
21 film, der højst er 30 minutter lange, blev indsendt til konkurrencen om filmpriserne  Geytin 2015 og Tilskuerprisen 2015. Blandt disse 21  film valgte dommerpanelet 10 film, der blev vist i Nordens Hus i Tórshavn den 11. desember 2015. De 10 nominerede kortfilm, dokumentarfilm og animationsfilm var disse:
1. Alda - Franklin Henriksen og Rúna Ingunardóttir, kortfilm, 7:15 min
2. At liva við tí - Ása Pálsdóttir og Rebekka Eliasen, dokumentarfilm, 10:17 min
3. Birting - Leo Lávík, kortfilm, 10:14 min
4. Mítt navn er Adam - Rói Davidsen, 3D animationsfilm, 5:30 min
5. Gakk tú tryggur - Dávur Djurhuus, kortfilm, 4:00 min
6. Tunnan - Jónfinn Stenberg og Jóannes Lamhauge, kortfilm, 28:00 min
7. Slitið saman - Sára Wang og Maria Winther Olsen, kortfilm, 8:00 min
8. Boys - Sunniva Sundby og Julia í Kálvalíð, dokumentarfilm, 6:45 min
9. Stina Karina - Andrias Høgenni, kortfilm, 10:00 min
10. Dalur - Heiðrikur á Heygum, kortfilm, 30:00 min

### Nominerede film 2014
1. Risin og Kellingin, stop motion film, Helga Djurhuus 4:23
2. Det Mand Ikke Taler Om, hybrid-dokumentarfilm, Andrias Høgenni 25:00
3. Just another day, dokumentarfilm, Petra Eliasardóttir Mikkelsen, 5:51
4. Sum einglar vit falla, kortfilm, Maria Winther Olsen, 28:00
5. Autopilot, animationsfilm, Rói Davidsen, 6:00
6. Gongdin, kortfilm, unge fra Nollywood (filmværksted på Nólsoy), 5:46
7. Kom og dansa, tragikomedie, Andrias Høgenni, 14:00
8. Fall for Ewe, poetisk dokumentarfilm, Høgni Mohr & Jens Jákup Hansen, 2:29
9. Podróżnik, kortfilm, Franklin Henriksen, 4:48
10. Skuld, gyserfilm, Heiðrikur á Heygum, 30:00

### Nominerede film 2013
1. Tú, musikvideo - Jóannes Lamhauge[15]
2. Terminal, kortfilm - Dávur Djurhuus
3. Eina, kortfilm - Andrias Høgenni
4. True Love, kortfilm - Heiðrik á Heygum
5. Vetrarmorgun, kortfilm - Sakaris Stórá
6. Munsch, kortfilm - Jónfinn Stenberg
7. Byrta, musikprofil - Uni L. Hansen
8. Lítla Ljósið, animationsfilm - Hans Kristian E. Hansen